# Medalja Oluja
Medalja Oluja je odlikovanje Republike Hrvatske, koje se uručivalo pripadnicima Hrvatske vojske koji su sudjelovali u vojno-redarstvenoj operaciji "Oluja", za oslobađanje sjeverne Dalmacije, Like, Korduna i Banovine u kolovozu 1995. godine.  Medalju dodjeljuje vrhovni zapovjednik na prijedlog ministra obrane i ministra unutrašnjih poslova.